# Арлингтон (Тексас)
Арлингтон (енгл. Arlington) град је у америчкој савезној држави Тексас. Арлингтон је седми по величини град у Тексасу. По попису становништва из 2010. у њему је живело 365.438 становника.

## Демографија
Према попису становништва из 2010. у граду је живело 365.438 становника, што је 32.469 (9,8%) становника више него 2000. године.
|                   | 2010.            | 2000.            |
| Укупно            | 365 438 (100,0%) | 332 969 (100,0%) |
| Белци             | 164 022 (44,88%) | 198 591 (59,64%) |
| Хиспаноамериканци | 100 269 (27,44%) | 60 817 (18,27%)  |
| Афроамериканци    | 68 792 (18,82%)  | 45 727 (13,73%)  |
| Азијати           | 24 826 (6,793%)  | 20 015 (6,011%)  |
| Остали            | 7 529 (2,060%)   | 7 819 (2,348%)   |

## Партнерски градови
- Ремс